# はちのへ共通商品券
はちのへ共通商品券（はちのへきょうつうしょうひんけん）は、青森県八戸市のはちのへ共通商品券協同組合がかつて発行していた商品券のことである。1989年7月に500円券の発行を開始すると共に事業を開始し、1993年11月には1,000円券も発行された。2021年6月に販売を終了した。なお、利用可能な店には「共通商品券加盟店」（青色）または「共通商品券販売所」（カラフルなデザインで、当商品券2種の券面が配置されたもの：商品券取扱店）の各ステッカーが貼られている。

## 券の特徴
- 八戸市内の約390店舗以上の店舗、八戸市内のタクシー事業者8社（※）及び市内に本拠を置く個人タクシー（あんどんが「でんでん虫」型）の約20台以上で使用が可能（詳細の利用可能な店舗・タクシー事業者などは#外部リンクの節を参照のこと）。
  - ※：利用可能なタクシー事業者は、大石タクシー・県南タクシー・富岡観光（八戸営業所）・八戸タクシー・文化タクシー・ポストタクシー・マルイタクシー・三八五交通（八戸地区）となっている（ただし八戸市内でも、興産タクシー<旭ヶ丘>とヒノデタクシー<南郷区>の2社は加盟店ではないため利用不可）。このうち、大石タクシーでは商品券販売の取扱もしている。
- 券の種類は500円券と1,000円券の二種類。
- 八戸市内の「共通商品券販売所」（赤色）のステッカーが貼られた店舗にて購入できる。
- 2016年9月から有効期限付きの商品券に切り替わった[2]。
- 八戸市民の通貨として長年親しまれ、地域型商品券としては2009年度までの時点では18年連続で発行高日本一を守ってきたが、2010年度の発行高は1,016,250,000円となり、協同組合新潟市商店街連合会の1,278,260,000円・世田谷区商店街振興組合連合会の1,139,340,000円に次いで全国3位に転落したことが明らかになった[3]。

## 沿革
- 1989年7月 - 初代500円券の発行を開始（図柄は八戸三社大祭の山車と八戸えんぶりの烏帽子）。
- 1992年11月 - 利用者からの要望により、初代1,000円券の発行を開始（図柄は八幡馬）。
- 1999年11月 - 協同組合設立10周年を期に、2代目の500円券の発行を開始（ここからフルカラーとなり、図柄は蕪島の写真で、地域商品券としては初のホログラムを導入する）。
- 2002年11月 - 同年12月の東北新幹線八戸駅延伸開業を期に、2代目の1,000円券の発行を開始（図柄は朝焼けの八戸港をバックに新幹線はやて号を配置）。
- 2009年4月21日 - 国の定額給付金に合わせ、販売額10,000円（利用可能額：11,000円分<1,000円券×11枚>）のプレミアム付きの商品券を限定で販売（販売からわずか2日で完売[4]）。
- 2011年2月22日 - 八戸市の国宝をあしらった、3代目の500円券及び1,000円券の発行を開始（図柄は、500円券：「櫛引八幡宮の赤糸威鎧・白糸威褄取鎧」、1,000円券：「合掌土偶」）。
- 2021年6月に販売を終了した。

なお、過去に発行された初代・2代目500円券、初代・2代目1,000円券については現在でも通用可能である。